# João José da Costa
João José da Costa O. Carm. (ur. 24 czerwca 1958 w Lagarto) – brazylijski duchowny katolicki, arcybiskup metropolita Aracaju od 2017 do 2023. Od 2023 arcybiskup metropolita senior Archidiecezji Aracaju.

## Życiorys
12 grudnia 1992 otrzymał święcenia kapłańskie w zakonie karmelitańskim. Był m.in. radnym i przełożonym prowincji południowobrazylijskiej zakonu, a także wychowawcą i przełożonym konwentu w Aracaju.
7 stycznia 2009 papież Benedykt XVI mianował go biskupem diecezji Iguatú. Sakry biskupiej udzielił mu 19 marca 2009 ówczesny arcybiskup metropolita Aracajú – José Palmeira Lessa.
5 listopada 2014 papież Franciszek ustanowił go biskupem koadiutorem archidiecezji Aracaju. Rządy w archidiecezji objął 18 stycznia 2017 po przejściu na emeryturę poprzednika. 19 lipca 2023 papież Franciszek przyjął jego rezygnację z urzędu arcybiskupa. 